# Kleť (přírodní rezervace)
Kleť je přírodní rezervace v okrese Český Krumlov. Nachází se v Blanském lese, na severozápadních podvrcholových svazích masivu hory Kleť, čtyři kilometry jihozápadně od Holubova. Je součástí chráněné krajinné oblasti Blanský les. V nejjižnější části rezervace pramení Chlumský potok, který odvodňuje severní svahy Kletě.
Předmětem ochrany je podhorský smíšený les, převážně květnaté až acidofilní bučiny blížící se přirozeným porostům na mírných granulitových svazích, z nichž vystupují mrazové sruby a skalní hradby. Cílem hospodaření je vytvoření podmínek pro samovolnou obnovu bez zásahu člověka a dosažení pralesovitého charakteru porostů. Do chráněného území nebyla začleněna vrcholová partie Kletě s rozhlednou, chatou a vysílačem. Rezervací prochází naučná stezka Okolo Kletě.
Složení lesních společenstev je přirozené, přestože stejnověkost a relativní druhové ochuzení bylinného patra svědčí o dřívějším vlivu hospodářských zásahů, místy jsou i původní přestárlé stromy, nejstarší dosahují stáří až 170 let. Dominantní dřevinou je buk lesní (Fagus sylvatica), hojně je přimíšen javor klen (Acer pseudoplatanus), v severní a jihozápadní části rezervace převažují smrkové monokultury. Nejčastějšími druhy chudšího bylinného patra jsou metlička křivolaká (Avenella flexuosa), bika bělavá (Luzula luzuloides), brusnice borůvka (Vaccinium myrtillus), pstroček dvoulistý (Maianthemum bifolium), šťavel kyselý (Oxalis acetosella), kostřava lesní (Festuca altissima), věsenka nachová (Prenanthes purpurea), samorostlík klasnatý (Actaea spicata), svízel vonný (Galium odoratum), starček vejčitý (Senecio ovatus), třtina chloupkatá (Calamagrostis villosa), kokořík přeslenatý (Polygonatum verticillatum), plavuň pučivá (Lycopodium annotinum), roztroušeně se vyskytují kapradiny kapraď samec (Dryopteris filix-mas), papratka samičí (Athyrium filix-femina), bukovinec osladičový (Phegopteris connectilis) a bukovník kapraďovitý (Gymnocarpium dryopteris). U pramene Chlumeckého potoka roste kyčelnice devítilistá (Dentaria enneaphyllos).
Typický je zde výskyt některých horských plžů, jako je závornatka křížatá (Clausilia cruciata), řasnatka nadmutá (Macrogastra tumida) a slimáčník horský (Hessemilimax kotulae). Vyskytují se zde též zajímavé druhy pavouků, v bučinách je bohatá fauna brouků (např. střevlík Carabus irregularis, lesák Laemophloeus monilis, potemník Diaperis boleti). Z ptáků byl v hnízdní době zjištěn krkavec velký (Corvus corax) a sýc rousný (Aegolius funereus).

## Galerie

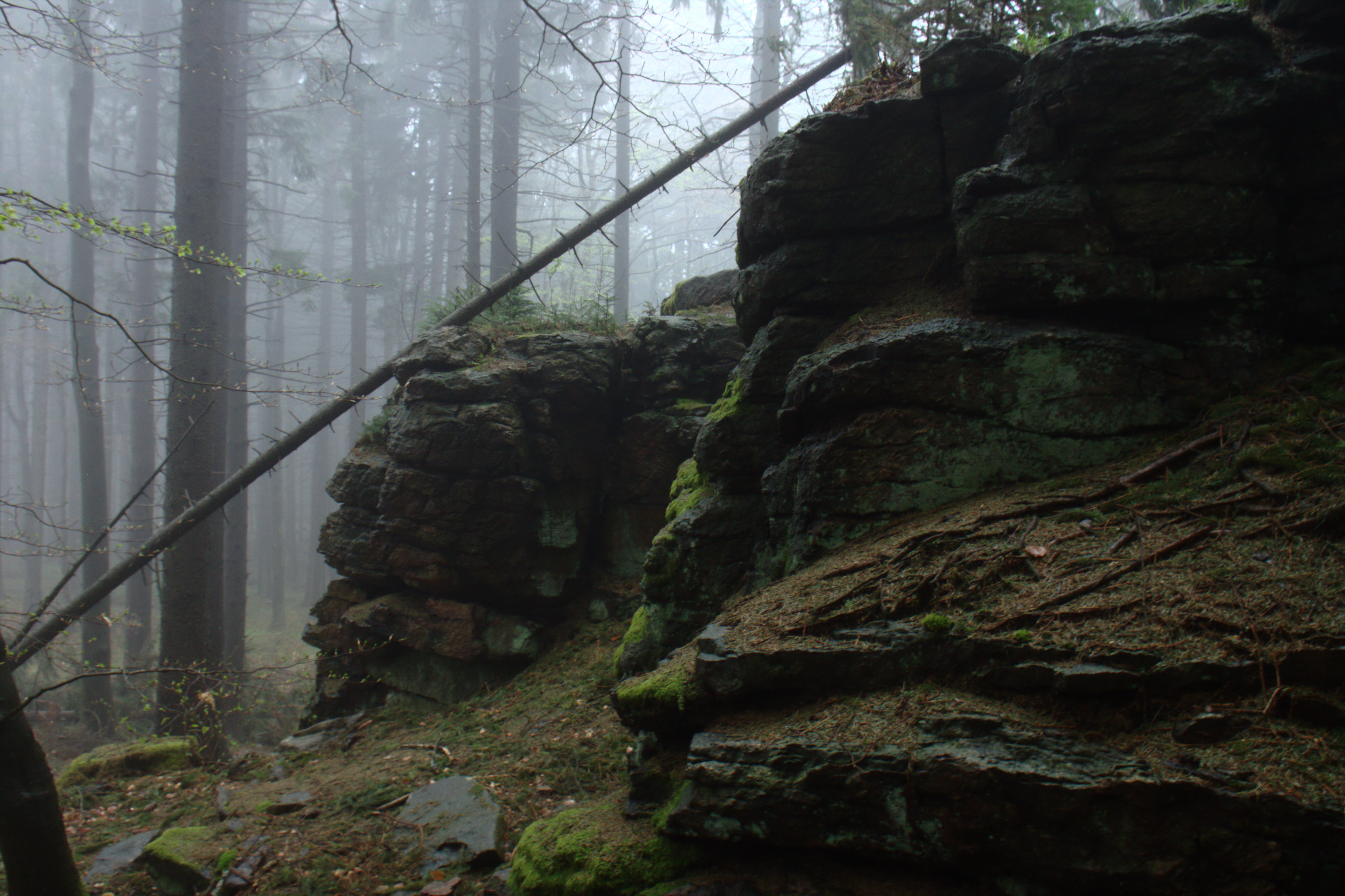
Skály
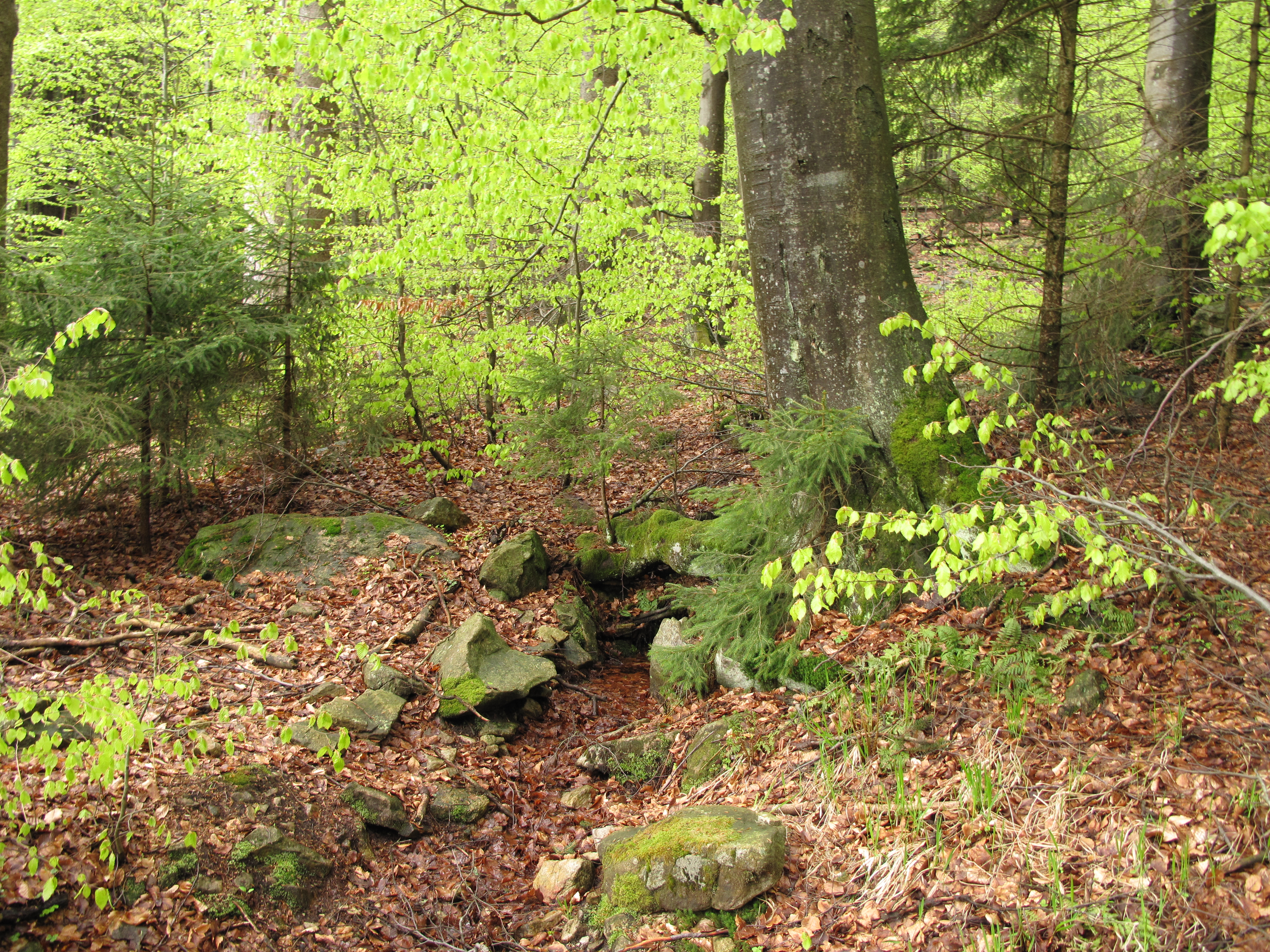
Studánka
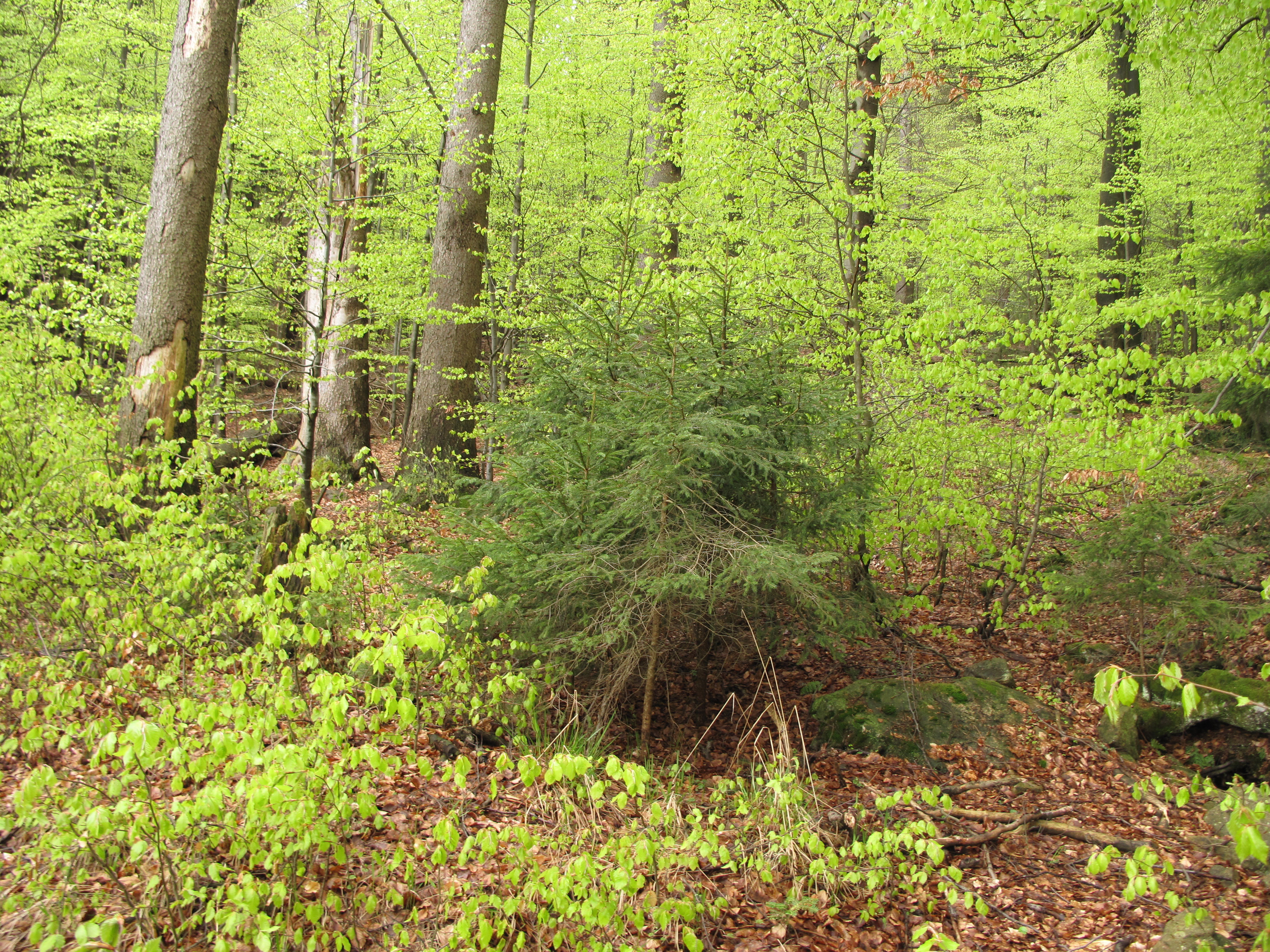
Nálety v porostu